# Wilhelm Ludwig (Nassau-Saarbrücken)

Das Wappen von Wilhelm Ludwig zeigt die Wappen der Grafschaften Nassau, Moers, Saarwerden, Saarbrücken und im Herzschild Lahr-Mahlberg

Wilhelm Ludwig von Nassau-Saarbrücken (* 18. Dezember 1590 in Ottweiler; † 22. August 1640 in Metz) war Graf von Nassau-Saarbrücken.

## Leben
Seine Eltern waren Ludwig II. von Nassau-Weilburg-Saarbrücken († 8. November 1627 in Saarbrücken) und Landgräfin Anna Maria von Hessen-Kassel (1567–1626) (Vorfahren). Sein Vater hatte 1605 den gesamten Walramischen Besitz vereinigt.
Nach seiner Ausbildung in Metz machte er von 1609 bis 1614 eine Studienreise durch Frankreich, die Niederlande und England.
1616 wurde er Mitregent seines Vaters und nach dessen Tod 1627 Vormund seiner beiden jüngsten Brüder. Nach der Erbteilung erhielt er am 29. Januar 1629 in Ottweiler die Grafschaft Saarbrücken, das Amt Ottweiler, die Vogtei Herbitzheim, und die Gemeinschaft Wellingen.
Sein Bruder Johann erhielt die Herrschaft Idstein, Wiesbaden und Sonnenberg. Das Land seiner beiden jüngeren Brüder, Wehener Grund und Amt Burgschwalbach, blieb vorerst unter Wilhelm Ludwigs Verwaltung.
Kurz darauf wurde der Besitz der Brüder durch das Restitutionsedikt vom 2. März 1629 gefährdet, da die Kurfürsten von Mainz und Trier Ansprüche auf die seit dem Passauer Vertrag (1552) eingezogenen Kirchengüter erhoben. Am 7. Juli 1629 entschied das Reichskammergericht in dem Streit zwischen dem Herzogtum Lothringen und Nassau, dass Stadt und Burg Saarwerden, Bockenheim (Bouquenom) und Wiebersweiler als Metzer Lehen an das Herzogtum Lothringen herausgegeben werden, der Rest der Grafschaft bei Nassau verbleiben sollte. Der Herzog von Lothringen nahm aber sofort Besitz von der ganzen Grafschaft Saarwerden und Vogtei Herbitzheim. Wilhelm Ludwig begab sich auf den Fürstentag nach Regensburg und erlangte auch am 23. Juli 1631 die kaiserliche Belehnung (obgleich er sich geweigert hatte, der Katholischen Liga beizutreten oder dafür Truppen zu stellen). Als zum Jahresende der Schwedenkönig Gustav Adolf an den Rhein kam, stellten Wilhelm Ludwig und seine Brüder sich diesem zur Verfügung und erklärten damit ihrem Kaiser den Krieg. Er trat als Oberstleutnant in das Reiterregiment des Rheingrafen Otto Ludwig ein und kämpfte mit ihm am Oberrhein.
Am 27. Juli 1630 hatte der Straßburger Superintendent Abraham Staymle ihm seine Berufung bestätigt.
Nachdem König Gustav Adolf am 16. November 1632 gefallen war, verbanden sich die drei Grafen auf der Zusammenkunft der protestantischen Stände in Heilbronn mit dem schwedischen Reichskanzler Axel Oxenstierna.

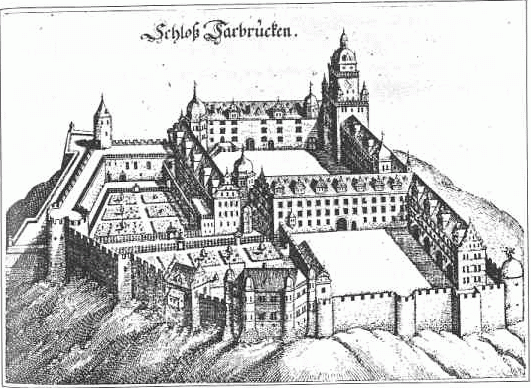
Schloss Saarbrücken im 17. Jh.

Am 24. November 1632 war sein jüngster Bruder Graf Otto gestorben und am 11. Dezember Graf Ernst Casimir mündig geworden, und so wurde neu geteilt: Ernst Casimir wählte die Ämter Weilburg, Gleiberg, Merenberg und Ottos ehemalige Länder Kirchheim und Stauf. Amt Usingen und das Stockheimer Gericht teilten die Brüder sich.
Im August 1633 drang er vom Elsass aus in die noch immer von Lothringern besetzte Grafschaft Saarwerden ein, welche von den Schweden zwar erobert, ihm aber nicht herausgegeben wurde. Am 5. September 1633 unterzeichnete ihr Abgesandter Graf Johann von Nassau-Idstein das Bündnis mit Frankreich gegen den Kaiser.
Im März 1634 war er auf der Versammlung in Frankfurt am Main, wo Oxenstierna die Kurfürsten von Sachsen und Brandenburg zum Beitritt zum Heilbronner Bund zu gewinnen suchte. Am 7. Juni besiegelte er das Bündnis mit Frankreich. In Frankfurt verglichen sich die nassauischen Brüder auch mit den Herren von Geroldseck über ihre Besitzrechte auf Lahr. Diesen Frankfurter Verhandlungen bereitete der Sieg König Ferdinands am 6. September 1634 in der Schlacht bei Nördlingen ein jähes Ende. Da das kaiserliche Heer sich dem Mittelrhein näherte brachten die Grafen zunächst ihre Archive in Frankfurt in Sicherheit und begaben sich dann nach Kirchheim. Das rechtsrheinische Land gaben sie damit preis.
Nach dem Tod des Rheingrafen trat Wilhelm Ludwig in den Dienst des Herzogs Bernhard von Sachsen-Weimar. Mit diesem unternahm er einen Zug gegen die Wetterau und überfiel am 24. Dezember 1634 in Michelstadt eine Abteilung des kaiserlichen Generals Graf Philipp von Mansfeld.
1635 wohnte er in Frankfurt der Bundesversammlung der protestantischen Stände und ihrer Alliierten bei. Er setzte hier die Rückgabe Saarwerdens seitens der schwedischen Verbündeten durch.
Am 23. April 1635 floh die Familie nach Bockenheim (Bouquenom), wo die lange von lothringischen Truppen widerrechtlich besetzte Grafschaft Saarwerden an Nassau-Saarbrücken zurückgegeben werden sollte. Jedoch hatten am 30. Mai 1635 eine Reihe von Reichsständen, darunter Kurbrandenburg und Kursachsen, den Prager Frieden geschlossen und hierbei waren die Nassauer Grafen ausdrücklich ausgeschlossen worden.
Sie begaben sich zunächst nach Saarbrücken, das von Bernhard von Weimar geschützt war. Als dieser im August 1635 bei einem Vorstoß gegen Frankfurt geschlagen wurde und sich nach Metz zurückziehen musste, folgten Wilhelm Ludwig und Ernst Casimir dorthin. Johannes wählte Straßburg zum Exil.
Das Herannahen kaiserlicher Truppen unter Matthias Gallas löste in Saarbrücken Panik und eine Fluchtwelle aus. Die gräfliche Familie merkte, dass Straßburg aufgrund der Entfernung nicht erreicht werden konnte. So reiste der ganze Hof auf Vorschlag des französischen Königs Ludwig XIII. am 16. Juni 1635 in die freie Reichsstadt Metz.
Im November 1635 erschien in den Nassauer Landen der kaiserliche Kommissar Bertram von Sturm und erklärte die drei Brüder ihrer Grafschaften und ihres und allen Besitzes verlustig. Der Herzog von Lothringen erhielt für seine dem Kaiser geleisteten Dienste die Grafschaften Saarbrücken und Saarwerden, die Vogtei Herbitzheim und die Festung Homburg an der Blies.
Ein Versuch, durch ein vom Kurfürst von Sachsen vermitteltes Bittgesuch die kaiserliche Verzeihung zu erhalten, scheiterte 1636. Im folgenden Jahr teilte man den Grafen die Gründe für die kaiserliche Ungnade mit. Erst 1639 erhielten Wilhelm Ludwig und Ernst Casimir Geleitsbriefe, damit sie ihre Sache in Wien persönlich vertreten können.
Wilhelm Ludwig starb am 22. August 1640 in Metz und wurde in einem Armengrab bestattet. Seine Witwe zog 1643 mit den Kindern wieder nach Saarbrücken. Seine drei Söhne nahmen am 31. März 1659 eine neue Teilung des nassauischen Gebietes vor.
Seine Genealogiebücher, ein Werk seines Vaters, vollendete der Registrator Andreae anhand der Archive in Metz. Der Maler Henrich Dors aus Altweilnau war in seinem Auftrag tätig.

## Ehe und Nachkommen
Am 25. November 1615 heiratete er Markgräfin Anna Amalie von Baden-Durlach (1595–1651), Tochter des Markgrafen Georg Friedrich von Baden-Durlach.
- Anna Juliane (1617–1667), ⚭ 1640 Herzog Friedrich von Pfalz-Zweibrücken

- Moritz (*/† 1618)

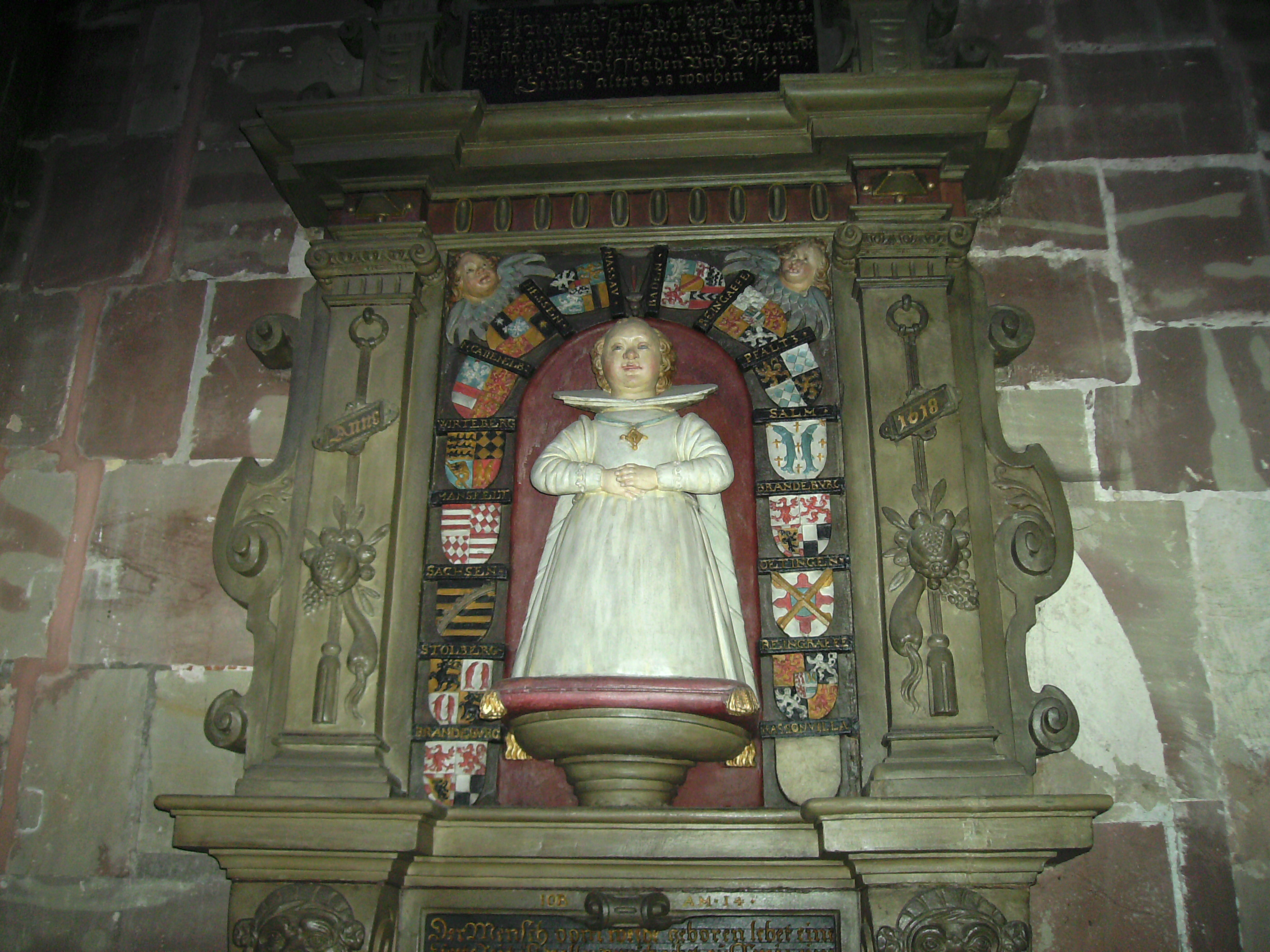
Grabmal des ersten Sohns, Moritz (*/† 1618), in St. Arnual, Saarbrücken

- Charlotte (1619–1687), ⚭ 1650 Graf Ludwig Eberhard zu Leiningen-Westerburg
- Kraft (* 7. April 1621 in Saarbrücken; † 25. Juli 1642 bei einer Schlacht in Straelen)
- Anna Amalie (1623–1695), Kanonissin im Stift Herford
- Johann Ludwig (1625–1690); erhielt Ottweiler
- Elisabeth Sibylle (1626–1627)
- Marie Sibylle (1628–1699), ⚭ 1651 Herzog August Philipp von Schleswig-Holstein-Sonderburg-Beck
- Georg Friedrich (*/† 1630)
- Gustav Adolf (1632–1677); erhielt Saarbrücken
- Georg Friedrich (1633–1635)
- Walrad (1635–1702); erhielt Usingen und wurde Gründer eines neuen Zweiges